# Língua galaica

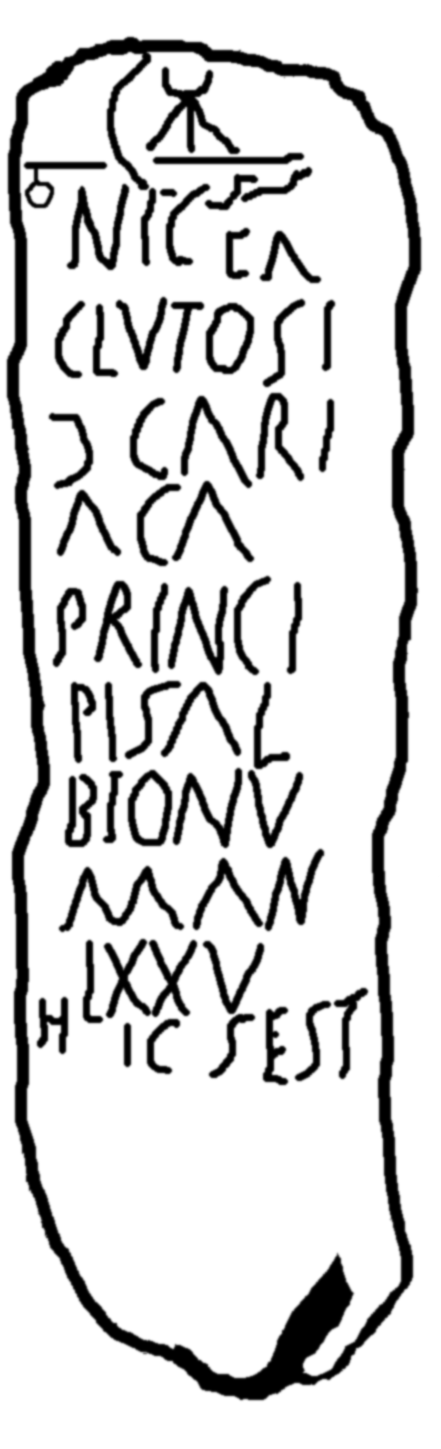
Inscrição da estela de Nicer Clutosi.

O galaico ou galeco, também conhecido como hispano-celta do noroeste ou hispano-celta ocidental, foi uma língua celta (do tipo Q) ou um grupo de línguas e dialetos, aparentados ao celtibero, falado no início da era cristã no quadrante noroeste da Península Ibérica, mais especificamente entre as costas oeste e norte do Atlântico e uma linha imaginária que corta a Península de norte a sul, ligando as atuais cidades de Oviedo e Mérida, na Espanha. Hoje inclui a Galiza, Oeste das Astúrias, Oeste de Leão e o Norte de Portugal.

## Visão Geral
Assim como ocorre com o ilírio e o lígure, o seu corpus é composto de palavras isoladas e frases curtas encontradas em inscrições locais (em latim), ou glosadas por autores clássicos, juntamente com diversos nomes - antropônimos, etnônimos, teônimos, topônimos - também encontrados em inscrições, ou que sobreviveram até os dias de hoje em nomes de locais, rios ou montanhas. Diversas palavras de origem céltica foram também preservadas pelas línguas românicas locais, e que podem ter sido herdadas destes dialetos celtas-Q.

## História
A língua foi falada até aos séculos IX e X.

## Galeria

Inscrições locais romanas que incorporaram nomes, apelativos e frases autóctones:
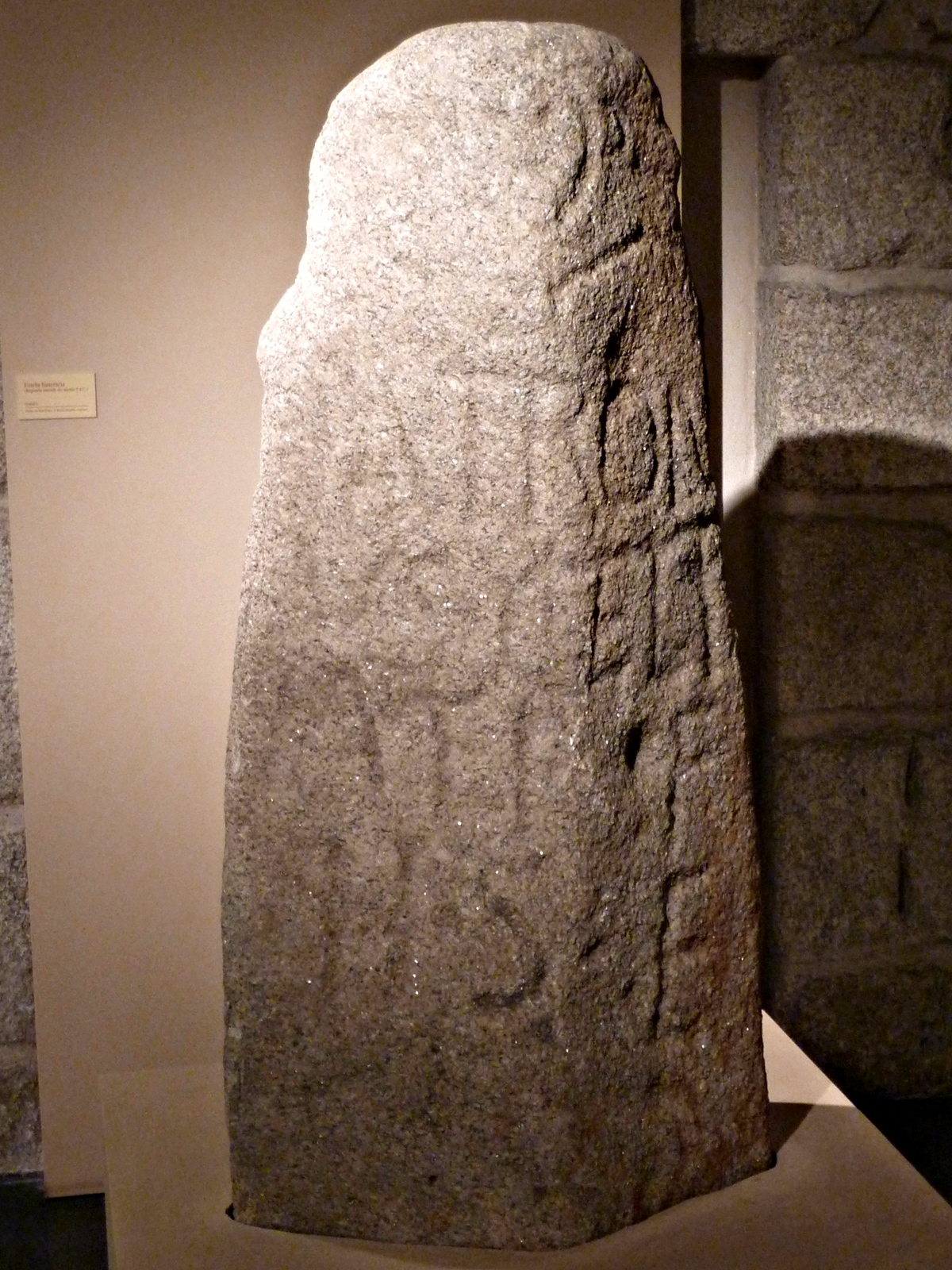
Estela antropomórfica com inscrição em latim e antropônimos locais: LATRONIUS CELTIATI F(ilius) H(ic) S(itus) E(st)
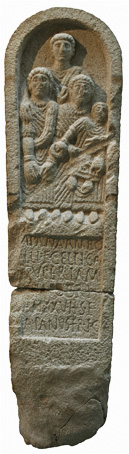
Estela com inscrição latina: APANA AMBOLLI F(ilia) CELTICA SVPERTAM(arica) [Castello] MIOBRI AN(norum) XXV H(ic) S(itus) E(st) APANVS FR(ater) F(aciendum) C(uravit).
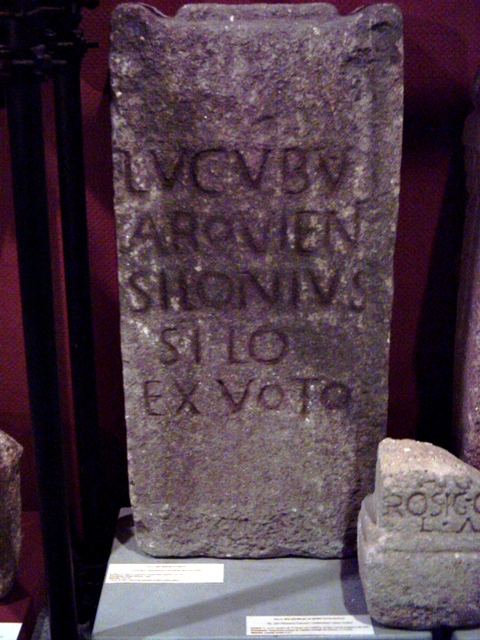
Inscrição votiva dedicada a Lug: LUCOUBU ARQUIEN(obu) SILONIUS SILO EX VOTO
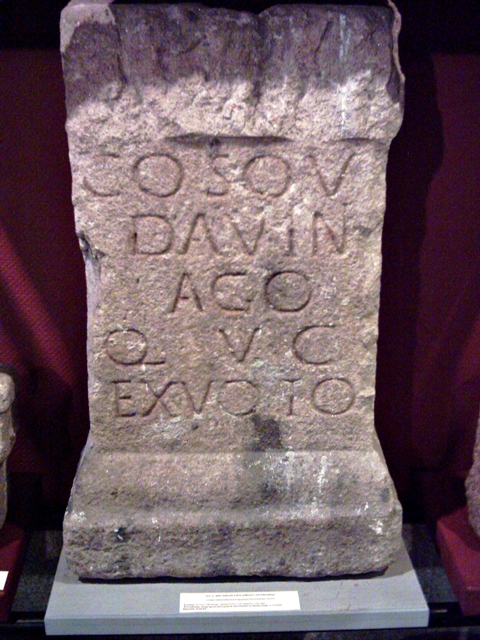
Inscrição votiva dedicada a uma divindade local, Coso: COSOU DAVINIAGO Q(uintus) V() C() EX VOTO
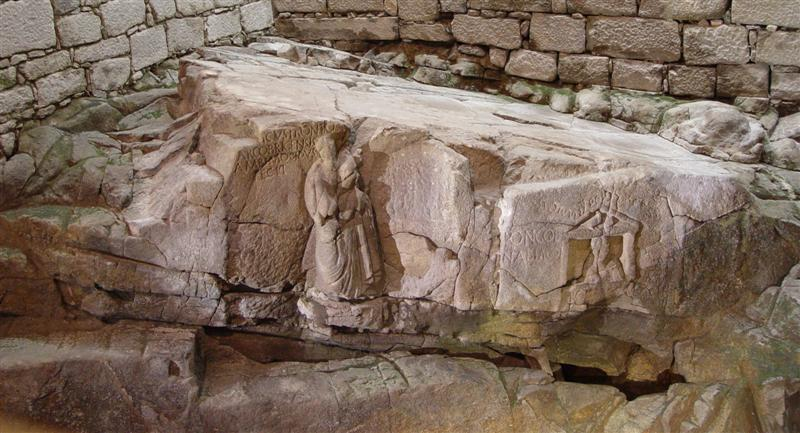
Inscrições encontradas em Braga, Portugal: [Ce]LICUS FRONTO ARCOBRIGENSIS AMBIMOGIDUS FECIT; e TONGOE NABIAGOI CELICUS FECIT FRONT[o]
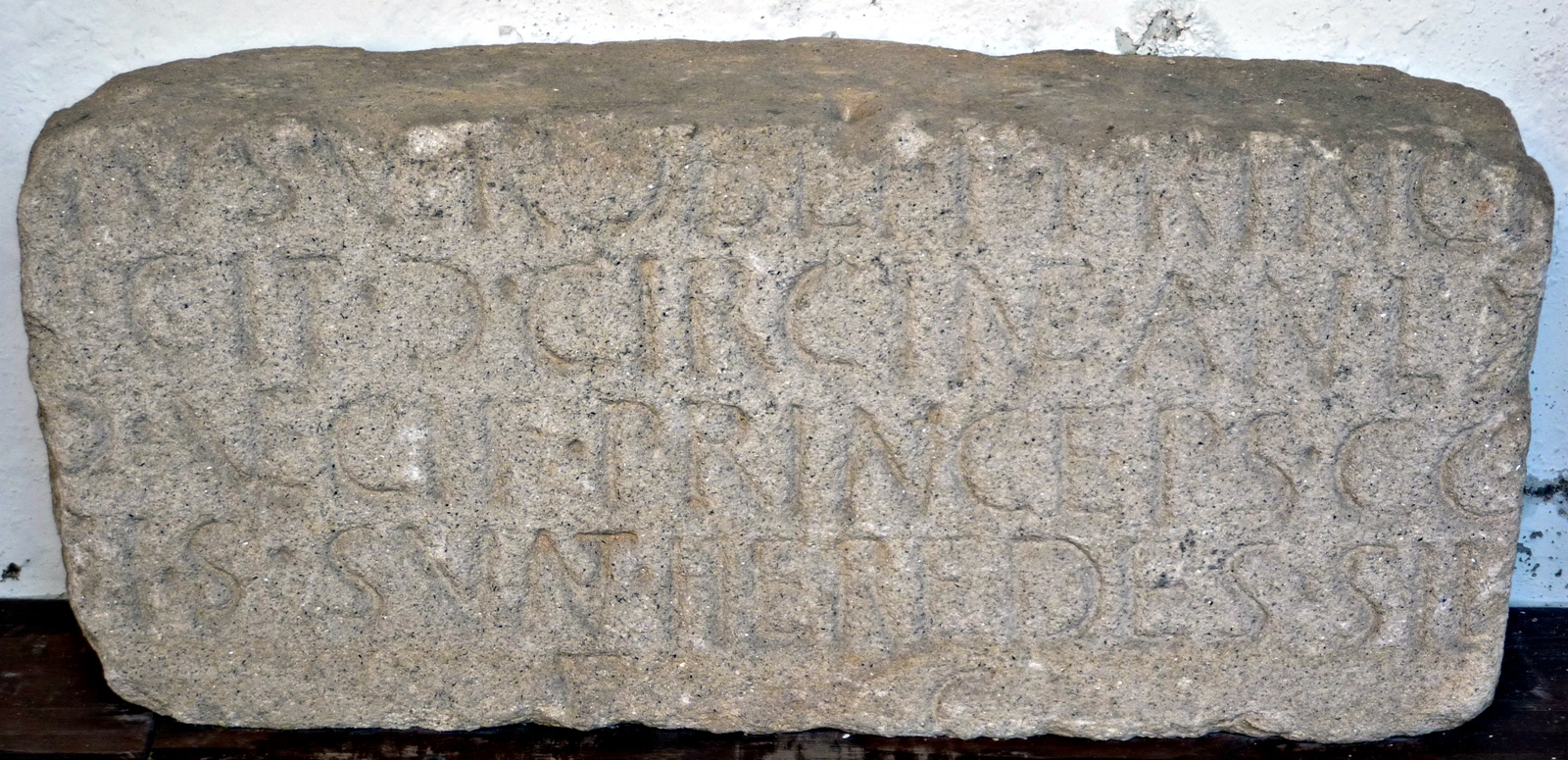
Inscrição latino-galaica: VECIUS VEROBLII F(ilius) PRICE[ps ...] CIT(…) C(ASTELLO) CIRCINE AN(norum) LX [...]O VECI F(ilius) PRINCEPS CO[...]

## Características

### Características compartilhadas com oceltíberoe outraslínguas celtas(as formas reconstruídas são proto-célticas, salvo indicação em contrário)
- Os encontros consonantais*-ps- e *-ks- indo-europeus tornaram-se *-xs- e foram então reduzidos a -s-: nome do lugar AVILIOBRIS de *Awil-yo-brix-s < proto-céltico *Awil-yo-brig-s 'Colina Ventosa (forte)'[7][8],  nome de lugar moderno Osmo, em Celhe na Galiza (registro de Osamo 928 em DC) de *Uχsamo- 'o mais alto'.[9]
- Do PIE, a *p original desapareceu, tornando-se um som *φ antes de ser perdida completamente:

Exemplos
- nomes de lugares C(ASTELLO) OLCA de *φolkā- 'Tombado', C(ASTELLO) ERITAECO de *φerito- 'cercado, fechado';
- nome pessoal ARCELTIUS, de *φari-kelt-y-os, com a raiz CELT no nome;
- nome do lugar C (ASTELLO) ERCORIOBRI, de *φeri-kor-yo-brig-s 'Forte (ou Citadela) Além do Limite';
- nome do lugar C(ASTELLO) LETIOBRI,  de *φle-tyo-brig-s 'forte largo', ou *φlei-to-brig-s 'forte cinzento';
- nome de lugar ''Iria Flavia'' , de *φīweryā- (nominativo *φīwerī ) 'fértil' (forma feminina, cf. sânscrito feminino pīvari- "gordo");
- nome do local ONTONIA, de *φont-on- 'caminho';
- nome pessoal LATRONIUS,  para *φlā-tro- 'lugar; calça'
- nome pessoal ROTAMUS, para *φro-tamo- 'principal', 'dianteiro';
- nomes de lugares modernos Bama ( Touro , Vama 912) para *uφamā-  'o mais baixo,o mais fundo' (forma feminina), Iñobre ( Rianjo ) para *φenyo-brix-s''  'Colina (forte) por a água', Bendrade ( Oza dos Ríos ) para *Vindo-φrātem 'Fortaleza Branca', e Baiordo ( Coristanco ) para *Bagyo-φritu- , onde o segundo elemento é proto-céltico para 'vau,' 'baixio'.  Palavras apelativas galego-portuguesas leira 'peça plana de terra' de *φlāryā ,  lavego 'arado' de *φlāw-aiko- ,  laxe/lage 'laje', de lagena medieval, de *φlagĭnā ,  rega e rego 'sulco' de *φrikā .

Os exemplos frequentes do preservado /p/ do PIE atribuem-se por alguns autores, nomeadamente Carlos Búa  e Jürgen Untermann, a uma única e arcaica língua celta falada na Galécia, Astúria e Lusitânia, enquanto outros (Francisco Villar, Blanca María Prósper, Patrizia de Bernado Stempel, Jordán Colera) consideram que pertencem a um dialeto ou grupo de dialetos lusitanos ou semelhantes ao lusitano falados no norte da Península Ibérica juntamente com — mas diferentes do — hispano-céltico ocidental:
- na Galiza: nomes e epítetos de divindades PARALIOMEGO, PARAMAECO, POEMANAE, PROENETIAEGO, PROINETIE, PEMANEIECO, PAMUDENO; topônimos Lapatia , Paramo , Pantiñobre se de *palanti-nyo-brig-s (Búa); Palavras apelativas galego-portuguesas lapa 'pedra, rocha' (cfr. Lat. lapis) e pala 'cavidade de pedra', de *palla de *plh-sa (cfr. Germ. fels, O.Ir. All).
- nas Astúrias o nome étnico Paesici ; nomes pessoais PENTIUS, PROGENEI; nome de divindade PECE PARAMECO; em Leão e Bragança topônimos PAEMEIOBRIGENSE, Campo Páramo , Petavonium .
- em outras áreas do noroeste: topônimos Pallantia , Pintia , Segontia Paramica ; nome étnico Pelendones .

- Sonoras indo-europeias  entre vogais, *n̥ e *m̥ tornaram-se an, am; *r̥ , e *l̥ tornaram-se ri, li:[25]  nome do lugar Brigantia de *brig-ant-yā <Proto-Céltico *br̥g-n̥t-y-ā <pós- Proto-Indo-Europeu (pós-PIE) *bʰr̥gʰ-n̥t-y-ā 'O imponente, o alto'; topônimos modernos em Portugal e na Galiza Braga , Bragança , Berganzo , Berganciños , Bergaña ;[26]  nomes de lugares antigos AOBRIGA, CALIABRIGA, CALAMBRIGA, CONIMBRIGA, CORUMBRIGA, MIROBRIGA, NEMETOBRIGA, COELIOBRIGA, TALABRIGA com segundo elemento * brigā < Proto-céltico * br̥g-ā < pós- PIE * bʰr̥gʰ-ā 'lugar alto (acrópole)',[27]  e AVILIOBRIS, MIOBRI, AGUBRI com segundo elemento *bris < *brix-s < Proto-céltico *brig-s < *br̥g-s < PIE *bʰr̥gʰ-s 'colina (forte)';[28]  Confira (cf) o cognato inglês borough < Inglês antigo burg "citadela, forte" < Proto-germânico *burg-s < PIE *bʰr̥gʰ-s .
- Redução do ditongo *ei para ē: teônimo DEVORI, de *dēwo-rīg-ē < proto-céltico *deiwo-rēg-ei 'Ao rei dos deuses'.
- Lenição de *m no grupo *-mnV- para -unV-:  ARIOUNIS MINCOSEGAECIS, forma dativa de *ar-yo-uno- *menekko-seg-āk-yo- 'Aos (deuses) campos de muitas colheitas '<Proto-céltico *ar-yo-mno- ... .
- Assimilação *p .. kʷ > *kʷ .. kʷ : nome da tribo Querquerni de *kʷerkʷ- < PIE *perkʷ- 'carvalho, árvore'.  Embora este nome também tenha sido interpretado como lusitano por B.M. Prósper,  ela propôs recentemente para aquela língua uma assimilação *p .. kʷ > *kʷ .. kʷ > *p .. p .
- Redução do ditongo *ew para *ow e eventualmente para ō:[29] TOUTONUS / TOTONUS 'do povo' de *tout- 'nação, tribo' < PIE *teut-; nomes pessoais CLOUTIUS 'famoso', mas VESUCLOTI 'tendo boa fama' < Proto-céltico *Kleut-y-os , *Wesu-kleut(-y)-os ;[30]  CASTELLO LOUCIOCELO < PIE *leuk- 'brilhante'.  No Celtíbero, as formas toutinikum/totinikum mostram o mesmo processo. [31] In Celtiberian the forms toutinikum/totinikum show the same process.[32]
- Superlativos em -is(s)amo:[33]  nomes de lugares BERISAMO < *Berg-isamo- 'O mais elevado',[34]  SESMACA < *Seg-isamā-kā 'O mais forte, o mais vitorioso'.[35]  Propôs-se a mesma etimologia para os topônimos modernos Sésamo ( Culheredo ) e Sísamo ( Carballo / Carvalho ), de *Segisamo- ;;[36]  topônimo moderno Méixamo de Magisamo- 'o maior'.[37]
- Síncope (perda) de vogais átonas na vizinhança de consoantes líquidas : CASTELLO DURBEDE, se de *dūro-bedo- .[38]
- Redução do agrupamento proto-céltico *χt para hispano-céltico *t:[39]  nomes pessoais AMBATUS, do celta * ambi-aχtos , PENTIUS < *k w enχto- 'quinto'.

### Traçosnãocompartilhados com o Celtíbero
- Em contato com *e ou *i , a consoante intervocálica *-g- tende a desaparecer:[29]  teônimo DEVORI de *dēworīgē 'Ao rei dos deuses'; adjetivo derivado de um nome de lugar SESMACAE < *Seg-isamā-kā 'O mais forte, o mais vitorioso'; nomes pessoais MEIDUENUS < *Medu-genos 'Nascido do hidromel', CATUENUS < *Katu-genos 'Nascido da luta', 'Preparado para a luta';[40]  inscrição NIMIDI FIDUENEARUM HIC < *widu-gen-yā.[33] Mas o topônimo celtíbero SEGISAMA e o nome pessoal mezukenos mostram preservação de /g/. [41]
- *-lw- e *-rw- tornam-se -lβ-, -rβ- (como em irlandês):[42]  MARTI TARBUCELI < *tarwo-okel- 'Para Marte da Colina do Touro', mas TARVODURESCA celtibero.
- Preservação tardia de *(-)φl- que se torna (-)βl- e só mais tarde é reduzido a um simples som (-)l-:[43][44]  nomes de lugares BLETISAM(AM), BLETIS(AMA),[45]  Ledesma moderno ( Boqueixom ) < *φlet-isamā 'mais largo'; BLANIOBRENSI,[46]  medieval Laniobre < *φlān-yo-brigs 'fortaleza na planície'.[47]  Mas nome de lugar celtibero Letaisama .[48]
- *wl- é mantido:[49]  VLANA < PIE *wl̥Hn-eh₂ 'lã', enquanto Celtíbero tem l-: launi < PIE *wl̥H-mn-ih₂ 'lanoso' (?).
- Às vezes *wo- aparece como wa-:[50]  VACORIA < *(d)wo-kor-yo- 'que tem dois exércitos', VAGABROBENDAM < *uφo-gabro-bendā 'montanha inferior de cabras' (veja acima).
- Desinência plural dativa -bo < PIE *bʰo , enquanto o celtíbero tinha -bos:[44]  LUGOUBU/LUCUBO 'Para (os três deuses) Lugo'.

### Q-Celta
Sob a hipótese Céltica P/Q , o Galécio parece ser uma língua Q-Céltica, como evidenciado pelas seguintes ocorrências em inscrições locais: ARQVI, ARCVIVS, ARQVIENOBO, ARQVIENI[S], ARQVIVS, todas provavelmente do Paleo-Hispânico Indo-Europeu *arkʷios 'arqueiro, arqueiro', mantendo o proto-céltico *kʷ .  Destacam-se também os etnônimos Equaesi (< PIE *ek̂wos 'cavalo'), um povo do sul da Galécia,  e os Querquerni (< *perkʷ- 'carvalho'). No entanto, alguns topônimos e etnônimos antigos, e alguns topônimos modernos, foram interpretados como mostrando kw / kʷ > p: Pantiñobre ( Arçua , composto de *kʷantin-yo- '(do) vale' e *brix-s 'colina( fort)') e Pezobre ( Santiso , de *kweityo-bris ),  etnônimo COPORI "os padeiros" de *pok w ero- 'cozinhar',  antigos nomes de lugares Pintia , na Galiza e entre os Vaccei , de PIE *penk w tó- > Celtic *k w enχto- 'quinto'.

## Reavivamento
No século XIX um grupo de escritores, entre eles Eduardo Pondal e Manuel Murguía, lideraram um reavivamento céltico, inicialmente baseado nos testemunhos históricos dos escritores gregos e latinos (Pomponio Mela, Plínio Velho, Estrabão e Ptolomeu), que escreveram sobre os povos célticos que habitaram a Galécia (Galiza e Portugal);  hodiernamente há um movimento de reavivo na Galiza que se estende às Astúrias, Portugal e às vezes Cantábria cujos fundos são custeados pela Liga Céltica na Galiza, tal movimento é capitaneado por Vincent F. Pintado, Fundador do  Movemento de Renascemento da Língua Galaica, Membro da Nações Celtas Unidas (United Celtic Nations), Patrono da Liga Céltica Galaica, Autor do Dicionário de Celta Antigo.

## Outros artigos
- Galaicos
- Cultura castreja
- Lista de palavras portuguesas de origem celta
- Topônimos celtas em Portugal
- Topônimos celtas na Galiza

## Links Externos
Antropônimos galaicos